# 霍查霍伊山 (聖安托尼奧德卡奇區)
13°46′21″S 73°40′47″W / 13.77250°S 73.67972°W
霍查霍伊山（Quchayuq），是秘魯的山峰，位於該國南部阿普里馬克大區，由安達韋拉斯省的聖安托尼奧德卡奇區負責管轄，屬於安第斯山脈的一部分，海拔高度3600米。